# ایزیری ۲۸۶۸
ایزیری ۲۸۶۸ استاندارد ملی ایران با عنوان درجات حفاظت تأمین‌شده توسط محفظه‌ها (کد IP) است. این استاندارد روش طبقه‌بندی محفظهٔ وسایل برقی را از نظر درجهٔ حفاظت بیان می‌کند.

## تاریخچه
اولین نسخهٔ این استاندارد در سال ۱۳۶۸ منتشر شد. تجدیدنظر اول آن مصوب ۱۳۷۵ است و تجدیدنظر دوم در اسفند ۱۳۸۶ به تصویب رسیده‌است. در تهیهٔ استاندارد ۲۸۶۸ از درجه حفاظت استفاده شده‌است.

## دامنهٔ کاربرد
استادارد ۲۸۶۸ برای طبقه‌بندی درجهٔ حفاظت وسایل برقی تا ولتاژ نامی ۷۲٫۵ کیلوولت کاربرد دارد.

## کد IP تعریف‌شده
مطابق این استاندارد، درجهٔ حفاظتی که به وسیلهٔ محفظه تأمین می‌شود به وسیلهٔ کد IP مشخص می‌شود. ساختار این کد در جدول زیر توضیح داده شده است:
| IP                | ۲                                     | ۳                                    | C                                        | H                                        |
| ----------------- | ------------------------------------- | ------------------------------------ | ---------------------------------------- | ---------------------------------------- |
| حروف مشخص‌کنندهٔ کد | مشخصهٔ عددی اول. اعداد ۰ تا ۶ یا حرف X | مشخصهٔ عددی دوم اعداد ۰ تا ۸ یا حرف X | حرف اختیاری اول یکی از حروف A، B، C یا D | حرف اختیاری دوم یکی از حروف W، S، M یا H |

از حرف X در جایی استفاده می‌شود که تعیین مشخصهٔ مربوط به آن ضرورتی نداشته باشد. معنی هر یک از علائم دیگر به‌طور مختصر در جداول زیر آمده‌است:
| مقدار                                                        | ۰         | ۱          | ۲            | ۳           | ۴         | ۵                          | ۶                            |
| معانی مربوط به حفاظت وسیله در برابر نفوذ اجسام جامد خارجی    | حفاظت‌نشده | قطر ≤ 50mm | قطر ≤ 12.5mm | قطر ≤ 2.5mm | قطر ≤ 1mm | حفاظت‌شده در برابر گردوغبار | نفوذناپذیر در برابر گردوغبار |
| معانی مربوط به حفاظت افراد در برابر دسترسی به قسمت‌های خطرناک | حفاظت‌نشده | با پشت دست | با انگشت     | با ابزار    | با سیم    | با سیم                     | با سیم                       |

| مقدار                                                         | ۰         | ۱              | ۲                                          | ۳       | ۴         | ۵        | ۶             | ۷            | ۸            |
| معانی مربوط به حفاظت وسیله در برابر نفوذ آب با اثرات زیان آور | حفاظت‌نشده | چکیدن عمودی آب | چکیدن آب (با ۱۵° انحراف نسبت به حالت قائم) | ترشح آب | پاشیدن آب | فوران آب | فوران شدید آب | غوطه‌وری موقت | غوطه‌وری دائم |

| مقدار                                                            | A       | B     | C     | D   |
| معانی مربوط به حفاظت افراد در برابر دسترسی به قسمت‌های خطرناک با… | پشت دست | انگشت | ابزار | سیم |

| مقدار                | H                 | M                    | S                    | W                |
| اطلاعات تکمیلی مخصوص | دستگاه ولتاژ بالا | حرکت در حین آزمون آب | ثابت در حین آزمون آب | شرایط آب و هوایی |

اطلاعات بیشتر در مورد هر یک از این نشانه‌ها و شرح دقیق شرایط آزمون در متن استاندارد موجود است.